# Hooppole, Illinois
Hooppole là một làng thuộc quận Vermilion, tiểu bang Illinois, Hoa Kỳ. Năm 2010, dân số của làng này là 204 người.

## Dân số
Dân số qua các năm:
- Năm 2000: 162 người.
- Năm 2010: 204 người.